# Collebeato
Collebeato är en ort och kommun i provinsen Brescia i regionen Lombardiet i Italien. Kommunen hade 4 643 invånare (2018).